# Tempestade tropical Edouard (2008)
A tempestade tropical Edouard foi uma tempestade tropical que se formou no golfo do México em meados de Agosto de 2008. Sendo o quinto ciclone tropical dotado de nome, Edouard formou-se em 3 de agosto a partir de uma área de distúrbios tropicais associada a uma frente estacionária. Logo em seguida, o sistema tornou-se uma tempestade tropical e seguiu continuamente para oeste através do norte do golfo do México, alcançando o pico de intensidade com ventos máximos sustentados de 100 km/h antes de atingir a costa do extremo leste do Texas, próximo a Port Arthur, e seguiu para oeste-noroeste para o interior do Texas. Edouard enfraqueceu-se rapidamente e foi desclassificado para depressão tropical no final da noite (UTC) em 5 de agosto. A depressão começou a seguir para noroeste, causando chuvas fortes no Texas central em 6 de agosto. Os danos causados pela tempestade são atualmente desconhecidos, embora mínimos.

## História meteorológica

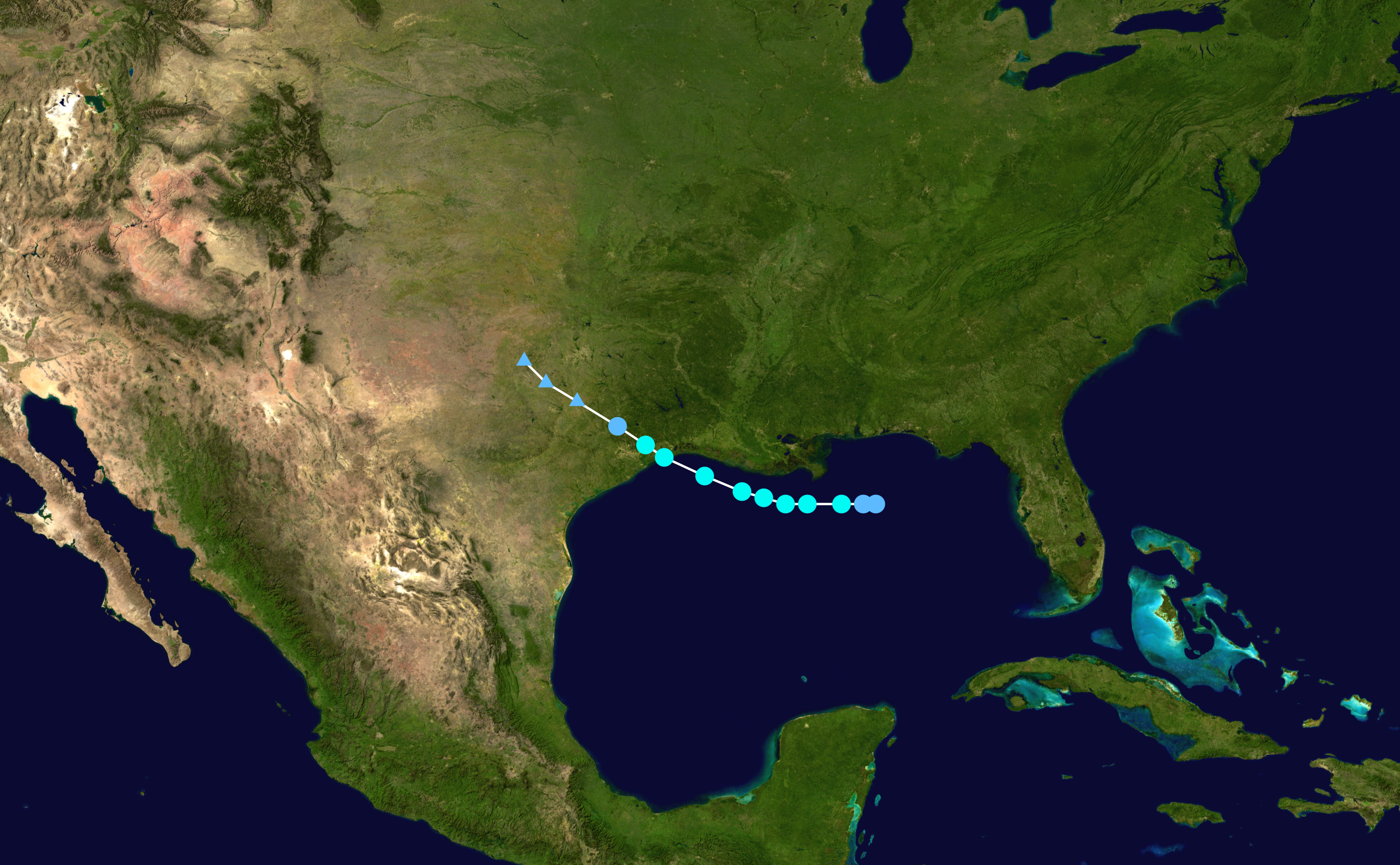
O caminho de Edouard

Em 2 de Agosto de 2008, um cavado de baixa pressão adentrou o norte do golfo do México, com uma área de baixa pressão desenvolvendo-se perto de Apalachicola, Flórida. O sistema manteve áreas de convecção profunda espalhadas ao largo da costa da região e as condições ambientais favoreciam o desenvolvimento. O sistema seguiu durante quase todo o seu período de existência para oeste-noroeste devido à sua posição ao sul de uma alta subtropical que se estendia do Texas a Flórida. Na tarde de 3 de agosto, um avião caçador de furacões sobrevoou o sistema e confirmou o desenvolvimento de um centro de circulação de baixos níveis bem definido, ligeiramente exposto de uma área de trovoadas desorganizadas; baseado nesta informação, o Centro Nacional de Furacões (NHC) começou a emitir avisos sobre a depressão tropical Cinco, sendo que o sistema estava centrado a cerca de 137 km ao sul da foz do rio Mississippi.
Inicialmente, a depressão estava localizada numa área com cisalhamento do vento setentrional e num ambiente de ar seco, e como resultado, foi prevista uma lenta intensificação. No entanto, dados de aviões caçadores de furacões indicaram ventos ao nível do voo de cerca de 105 km/h e, com isso, o NHC classificou a depressão para uma tempestade tropical apenas uma hora após a formação da depressão, no final da noite (UTC) de 3 de agosto. No começo da madrugada (UTC) de 4 de agosto, as áreas de convecção diminuíram brevemente em volta do centro, antes de uma área de convecção se desenvolver antes do amanhecer daquele dia. Esta área de convecção inicialmente envolveu o lado leste do centro ciclônico de baixos níveis, mas quase envolvendo completamente o centro mais tarde naquele dia assim que o cisalhamento do vento diminuiu. Mais tarde, naquela noite, a organização do sistema continuou e Edouard se fortaleceu para uma forte tempestade tropical com ventos máximos sustentados de 105 km/h. Na manhã (UTC) de 5 de agosto, Edouard fez landfall no sul do condado de Jefferson, Texas, e se enfraqueceu assim que seguia para o oeste-noroeste, se distanciando da costa. A tempestade foi desclassificada para uma depressão tropical no final da noite (UTC) de 5 de agosto, seguindo cada vez mais para o noroeste no Texas central assim que continuava a se enfraquecer.

## Preparativos e impactos

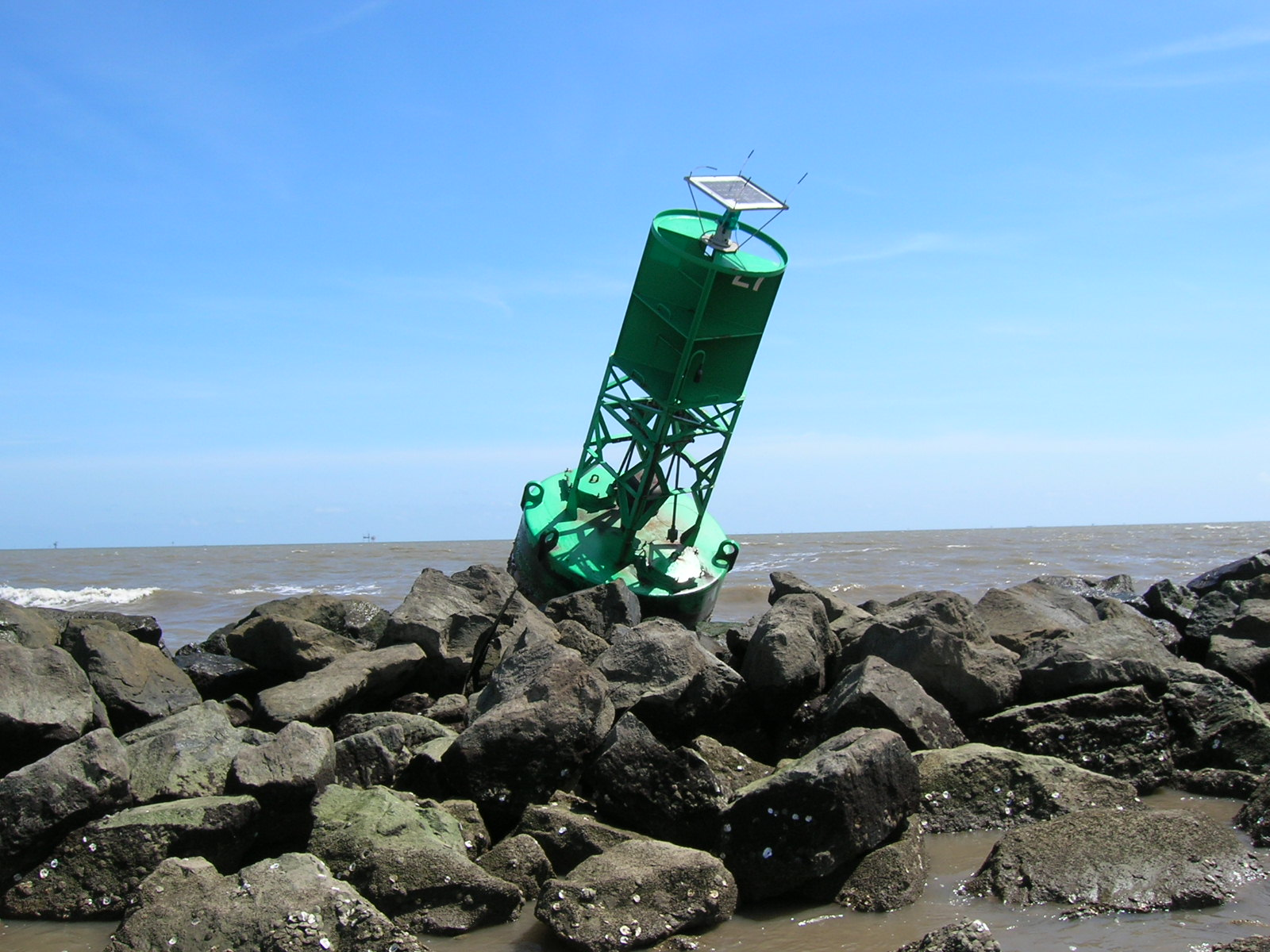
Uma bóia de navegação ficou a deriva com a passagem da tempestade e encalhou perto de Holly Beach, Luisiana

Como preparativo à chegada da tempestade, equipes de emergência ao longo das costas da Luisiana e do Texas foram ativados. O governador do Texas Rick Perry emitiu uma declaração de desastre para dezessete condados texanos que poderia estar na trajetória da tempestade. Perry também ativou 1.200 soldados da Guarda Nacional, 70 pessoas divididas em equipes de resgate, seis helicópteros e uma equipe de gerenciamento de incidentes que traz alimentos de água para as áreas afetadas. Sob a ordem, cerca de 200 ônibus ficaram disponíveis em San Antonio e Houston para ajudar nas evacuações. O governador da Luisiana, Bobby Jindal, declarou estado de emergência em todo o estado. Na paróquia de Cameron, Luisiana, o escritório de Preparativos de Emergências ordenou uma evacuação obrigatória, onde xerifes representantes da região também ergueram bloqueios rodoviários para fazer cumprir a ordem de evacuação. No golfo do México, a Royal Dutch Shell retirou cerca de 40 trabalhadores de postos de perfuração para a extração de petróleo. A BP e a Chevron também retirou trabalhadores de plataformas no oeste e no centro do golfo do México, embora não tenham previsto efeitos significativos na produção de petróleo.

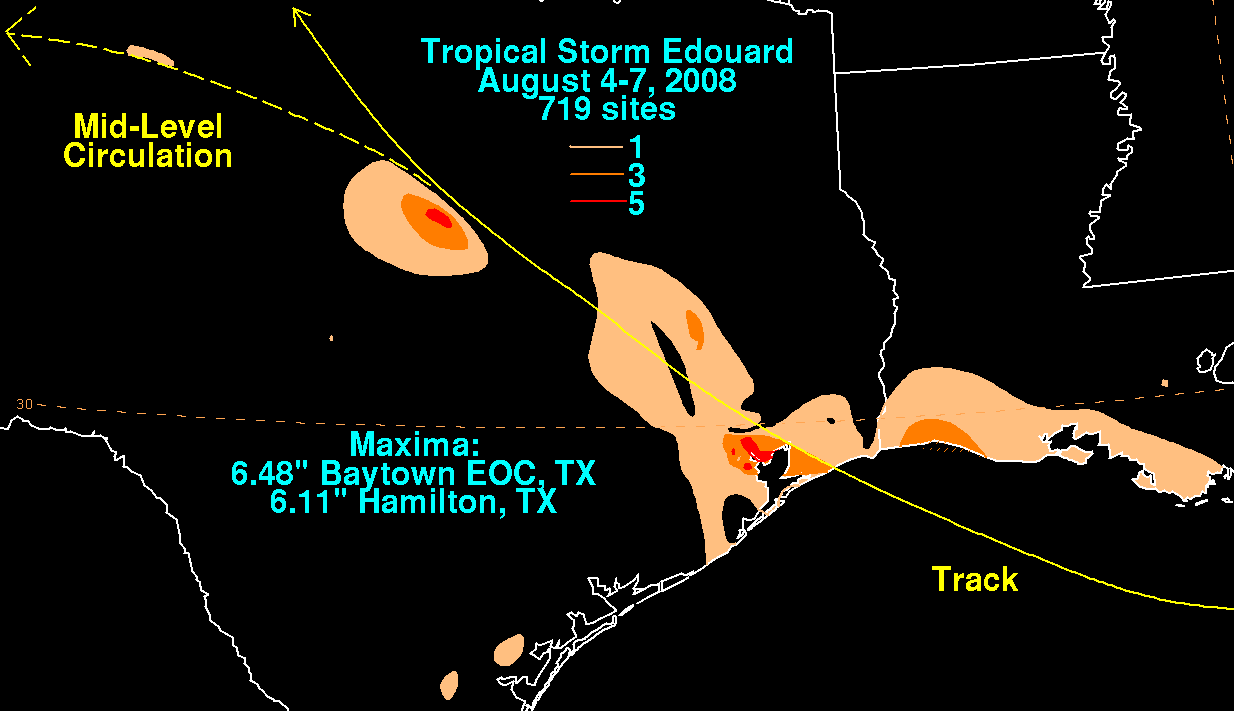
Mapa mostrando as chuvas acumuladas associadas à passagem de Edouard nos Estados Unidos

A maré de tempestade chegou a 1,1 m em Freshwater Locks, Luisiana, e 1,19 m em na Passagem de Rollover, Texas. Chuvas fortes ocorreram ao longo da costa do extremo leste do Texas, bem como em áreas distantes da costa da região. A mais alta precipitação associada a Edouard no condado de Jefferson, Texas, foi de 119 mm, próximo a East Bay Bayou.  Na região de Houston, Texas, foi registrado 165 mm de chuva acumulada do Centro de Gerenciamento de Emergências de Baytown.  Na região central, a formação de uma grande área de trovoadas perto do centro da depressão remanescente de Edouard em 6 de agosto levou a 155 mm de chuvas perto de Hamilton, Texas. Rajadas de vento de cerca de 105 km/h durante o momento em que Edouard fez landfall causaram interrupções do fornecimento de energia em locais isolados, além de algumas quedas de árvores ocasionais.